# Cecylia Słapakowa
Cecylia Słapakowa, englisch Cecila Slepak (geboren um 1900; gestorben 1942 oder 1943) war eine polnisch-jüdische Übersetzerin und Journalistin, die für das Untergrundarchiv Oneg Schabbat arbeitete und das Leben jüdischer Frauen im Warschauer Ghetto dokumentierte.

## Leben
Cecylia Słapakowa kam aus einer Familie gebildeter, Russisch sprechender Juden, die im Raum Wilna ansässig war. Sie lebte in Warschau und gehörte zur intellektuellen Elite, die mit dem säkularen Judentum und der polnischen Kultur verbunden war. Ihr Hauptwerk ist die Übersetzung der zwölfbändigen Geschichte der Juden des russischen Historikers Simon Dubnow ins Polnische (Historia Żydów), die 1939 und posthum 1948 veröffentlicht wurde. Als Journalistin schrieb sie u. a. für die jüdisch-polnische Tageszeitung Nasz Przegląd. Sie war mit einem Ingenieur verheiratet, und Samuel D. Kassow erwähnt eine Tochter.
Cecylia Słapakowa unterhielt enge Beziehungen zu jüdischen Literaten und Künstlern und lud auch unter der deutschen Besetzung Polens bis zur Einrichtung des Warschauer Ghettos 1940 weiterhin Gäste in ihre Wohnung ein, darunter Marc Chagall und Bella Chagall, obwohl die Deutschen Möbel und Wertgegenstände konfisziert hatten. Damit knüpfte sie an ihren literarischen Salon der Vorkriegszeit an und versuchte so lange wie möglich, ein normales Leben zu führen. Im Frühjahr 1940 musste sie ihre Wohnung verlassen.

## Im Warschauer Ghetto

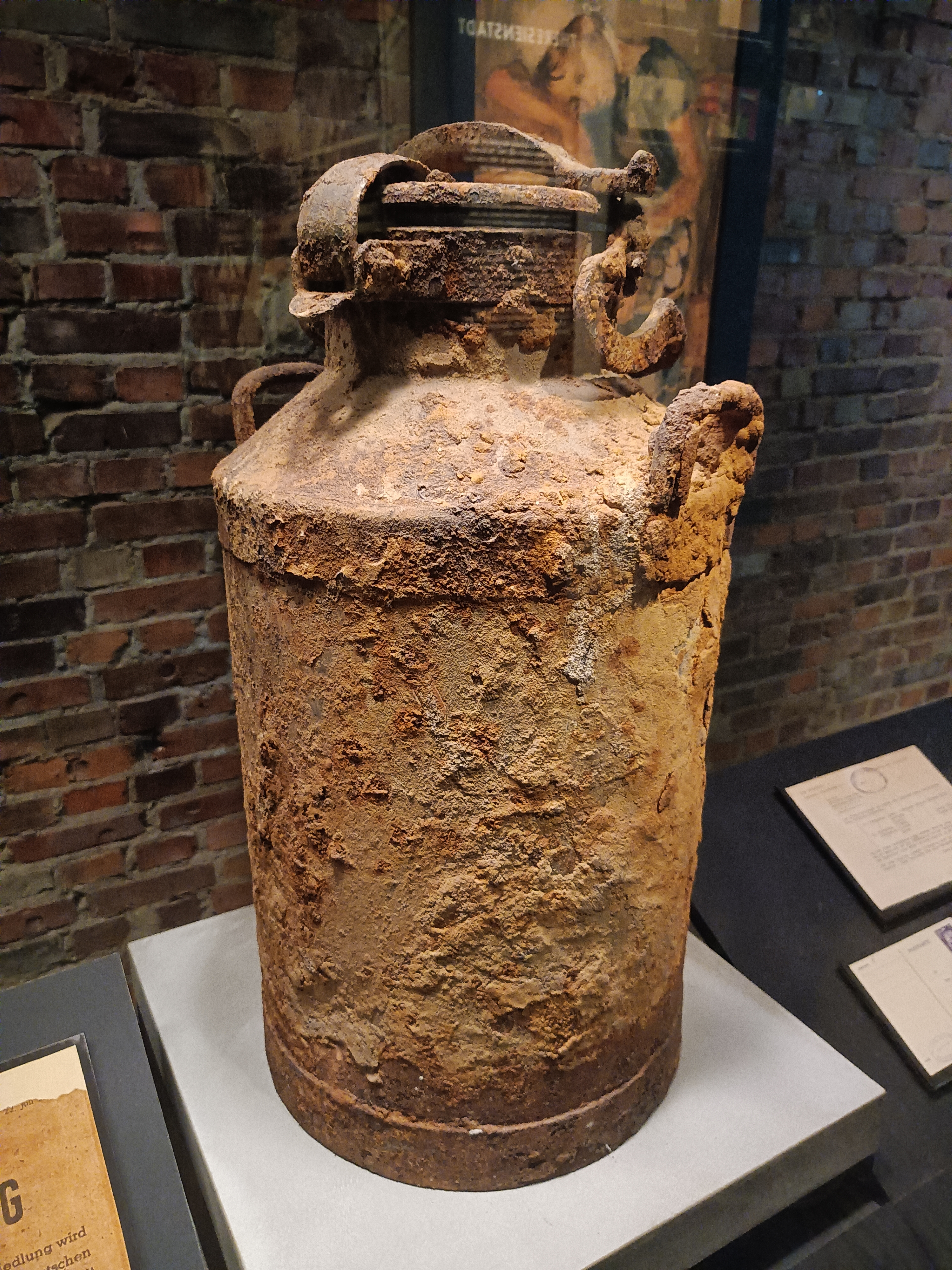
Eine der Milchkannen, in denen die Dokumente des Ringelblum-Archivs unter der Erde verborgen lagen

Im Ghetto war Słapakowa für das geheime jüdische Untergrundarchiv Oneg Schabbat aktiv, das unter dem Namen Ringelblum-Archiv heute zum Weltdokumentenerbe gehört. Diese Gruppe von jüdischen Widerständlern aus Wissenschaft, Medien und Kunst repräsentierte laut Carlos Alberto Haas „das osteuropäische Judentum in der Bandbreite, die sich in der Zweiten Polnischen Republik herausgebildet hatte“. Die eigentliche Gruppe bestand aus 70–80 Personen inklusive ihres Gründers, des Historikers Emanuel Ringelblum. Da die Mitarbeitenden damals konspirativ vorgehen mussten, sind heute erst 35 Personen namentlich bekannt. Dazu gehörten neben Cecylia Słapakowa mindestens sechs weitere Frauen wie die Historikerin Rachel Auerbach, die Schriftstellerin Gustawa Jarecka, die Dichterin Henryka Łazowertówna, die Malerin Gela Seksztajn, Salomea Ostrowska und Bluma Wasser.
Słapakowa wurde von Emanuel Ringelblum 1941 mit einer Untersuchung über das Leben jüdischer Frauen im Warschauer Ghetto beauftragt. Vom Dezember 1941 bis Frühjahr 1942 führte sie Interviews mit siebzehn Frauen unterschiedlicher sozialer Herkunft. Sie befragte sie nach ihrem Leben vor dem Krieg, nach den ersten Auswirkungen der deutschen Besetzung auf ihren Alltag und nach ihren Bemühungen, im Ghetto Strategien zu entwickeln, mit denen sie die zunehmende Verarmung ihrer Familien, Hunger, Krankheit und wachsende Gefahren bewältigten. Einige kurze Biografien, verteilt auf mehrere Notizbücher, konnte sie noch fertigstellen. Unter dem Titel: Die jüdische Frau in Warschau von September 1939 bis zur Gegenwart sind sie auf Polnisch, mit Słapakowas Initialen, im Ringelblum-Archiv in Yad Vashem aufbewahrt.
Wie die meisten Mitarbeitenden des Archivs wurde Cecylia Słapakowa mit ihrer Tochter im Sommer 1942 in einem Massentransport ins Vernichtungslager Treblinka deportiert und ermordet. Nach einer anderen Quelle wurde sie ins Zwangsarbeitslager Trawniki verbracht, wo sie 1943 gestorben sei.
Eine von drei Überlebenden aus dem Kreis des Oneg–Schabbat-Archivs war die Journalistin Rachel Auerbach (1903–1976). Ihr zufolge hat Słapakowas Ehemann den Holocaust überlebt. Von einer der interviewten Frauen ist bekannt, dass sie überlebt hat: Basia Temkin-Berman, die vor dem Krieg in der Warschauer Stadtbibliothek gearbeitet hatte.